# Jehú (prorok)
Jehú (hebr. יְהוּא) je jedním z tzv. nepíšících proroků Starého zákona, který působil v 10. století př. n. l.
Podle Bible předpověděl konec Baešovy dynastie; vytýkal také judskému králi Jóšafatovi jeho spojenectví se severoizraelským králem Achabem.
Je autorem dnes již ztracené knihy Příběhy Jehúa ben Chananího, o níž je zmínka ve 2. Paralipomenon 20, 34.